# Комунальний громадський порядок
Комунальний громадський порядок – це система суспільних відносин, регульованих нормами Конституції України, законами, підзаконними актами, локальними нормативними актами та соціальними нормами, які утворюються виключно в межах відповідної територіальної громади (об’єднаної територіальної громади)